# Donna Strickland
Donna Theo Strickland (Guelph, Canadá, 27 de maio de 1959) é uma física canadense da Universidade de Waterloo, especializada em laser.
Recebeu o Nobel de Física de 2018, juntamente com o cientista francês Gérard Mourou (laser ultra rápido) e o físico norte-americano Arthur Ashkin (pinças ópticas), "por invenções inovadoras no campo da física do laser".

## Biografia

### Vida pessoal
Strickland nasceu em Guelph em 1959, na província canadense de Ontário (centro-leste do país), filha de Lloyd Strickland, engenheiro elétrico e, Edith J. (née Ranney), professora de inglês.
Donna é casada com Douglas Dykaar, um consultor de óptica e eletrônica, com quem tem dois filhos.

### Acadêmico
Em 1977, apaixonada por lasers e ótica, Strickland iniciou os estudos em Engenharia Física na Universidade McMaster, uma das três mulheres em uma classe de vinte e cinco pessoas, conquistando o bacharel em 1981. Em seguida, iniciou sua pós-graduação em física no Instituto de Óptica.
Em 1989, obteve seu Ph.D em física na Universidade de Rochester, orientada por Gérard Mourou, no Laboratório Laser Energetics, com a tese "Desenvolvimento de um laser ultra brilhante e aplicação para a ionização de múltiplos fotões" (do inglês Development of an ultra-bright Laser and an application to Multi-Photon-Ionization). Sendo indicada ao Prêmio Nobel de Física.
Strickland e Mourou desenvolveram uma configuração experimental que eleva o pico de potência dos pulsos de laser, superando a limitação, da intensidade máxima dos pulsos de laser, quando atingiam gigawatts/cm² danificavam a parte amplificadora do laser, a técnica de 1985 de amplificação de pulso esticado (chirped pulse amplification - CPA) estendeu cada pulso do laser tanto espectralmente quanto no tempo antes de amplificá-lo, assim comprimiu cada pulso até sua duração original, gerando pulsos ópticos ultracurtos de intensidade de terawatt.

### Carreira
Donna Strickland é professora associada
De 1988 a 1991, Strickland foi pesquisadora associada do Conselho Nacional de Pesquisa do Canadá, onde trabalhou com Paul Corkum na seção de fenômenos ultra-rápidos, onde produziram o mais poderoso laser de pulso curto do mundo.
De 1991 a 1992, trabalhou na divisão de laser do Lawrence Livermore National Laboratory, na equipe técnica do Centro de Tecnologia Avançada de Fotônica e Materiais Optoeletrônicos de Princeton.
Em 1997, ingressou na Universidade de Waterloo (Ontario) como professora assistente.
Em 2008, Strickland tornou-se membro da Sociedade Óptica da América (do inglês Optical Society of America). Sendo eleita como vice-presidente e presidente, respectivamente em 2011 e 2013.
De 2004 a 2010, foi editora na sua revista Optics Letters. Atualmente é presidente do Comitê Consultivo Presidencial da Sociedade Óptico (Optical Society's Presidential Advisory Committee).
Atualmente na Universidade de Waterloo, além de professora associada também é pesquisadora, liderando uma equipe de laser ultra rápido e de alta intensidade, para sistemas de investigações ópticas não-lineares. Com o projeto de expandir a ciência óptica ultrarrápida com novas faixas de comprimento de onda, como o infravermelho médio e o ultravioleta, usando técnicas como bicolores ou multifrequenciais, bem como a geração Raman. Também trabalha no uso de lasers de alta potência na lente cristalino do olho humano, durante o processo de micro-usinagem para curar a presbiopia.

## Prêmios e reconhecimentos
- 1998 – Bolsas de pesquisa de Sloan (Alfred P. Sloan);[19]
- 1999 – Prêmio de Excelência em Pesquisa da Premier;[20]
- 2000 – Prêmio Acadêmico Cottrell Scholars (Research Corporation);[21]
- 2008 – Membro da Sociedade Optica;[20][22][23]
- 2018 – Nobel de Física:[14] através da tese de doutorado Donna Strickland, orientada por Gérard Mourou, desenvolveu um método que amplifica pulsos de laser, que poderam avançar as cirurgias oftalmológicas.[18][24]
- 2018 – É uma das 100 Mulheres da lista da BBC.[25]

## Publicações selecionadas
Relação das publicações de Donna Strickland:
- Com Gérard Mourou: Compressão de pulsos ópticos amplificados (do inglês Compression of amplified chirped optical pulses), Optics Communications, Volume 55, 1985, p. 447-449;[27]
- Com Patrick Maine, P. Bado, Maurice A. Pessot, G. Mourou: Geração de pulsos de potência de pico ultra elevado por amplificação de pulso esticado (Generation of ultrahigh peak power pulses by chirped pulse amplification), IEEE Journal of Quantum Electronics, Volume 24, 1988, p. 398-403;[28]
- Com S. August, D. D. Meyerhofer, S. L. Chin, Joseph H. Eberly: Tunelamento de ionização de gases nobres em um campo de laser de alta intensidade (Tunneling ionization of noble gases in a high-intensity laser field), Phys. Rev. Letters, Volume 63, 1989, p. 2212;[29]
- Com S. August, D. D. Meyerhofer, S. L. Chin: Ionização por laser de gases nobres por supressão de Barreira de Coulomb, Journal of the Optical Society of America (Laser ionization of noble gases by Coulomb-barrier suppression), Journal of the Optical Society of America, Volume 8, 1991, p. 858-867;[30]
- Com C. W. Hillegas, J. X. Tull, Debabrata Goswami, Warren S. Warren: Modelagem dos pulsos de laser de femtossegundo com o uso de pulsos de radiofrequência de microssegundos (Femtosecond laser pulse shaping by use of microsecond radio-frequency pulses), Optics Letters, Volume 19, 1994, p. 737-739;[31]
- Com Yves Beuadoin, Carl Peter Dietrich, Paul Corkum: Estudos ópticos de íons de iodo molecular confinados inercialmente (Optical studies of inertially confined molecular iodine ion s), Phys. Rev. Lett., Volume 68, 1992, p. 2755.[32]